# Austin 28
La 28 è un'autovettura prodotta dall'Austin dal 1938 al 1940.
Il modello aveva montato un motore a sei cilindri in linea da 4016 cm³ di cilindrata che erogava 90 CV di potenza. La vettura fu commercializzata in due versioni di carrozzeria, entrambe a quattro porte: berlina e limousine. La 28 era collocata al top della gamma offerta dall'Austin.
Dopo soli due anni, la produzione fu interrotta a causa dello scoppio della seconda guerra mondiale. Al modello succedettero nel 1947, a conflitto terminato, l'Austin Sheerline e l'Austin Princess.